# الحلوة (حوطة بني تميم)
الحلوة، هي قرية من فئة (أ) تقع في محافظة حوطة بني تميم، والتابعة لمنطقة الرياض في السعودية. وتبعد الحلوة عن محافظة حوطة بني تميم بمسافة تقارب (3) كم. 
مؤسس الحلوة و أول امرائها الأمير حمد الملقب ب(جغيمان) بن علي بن مرشد بن محمد (هميلان) بن سعود بن مانع العنبري التميمي و بعده علي بن حمد (جغيمان) بن علي بن مرشد و بعده راشد بن علي بن حمد (جغيمان) بن علي بن مرشد وسميت بحلوة آل جغيمان نسبة لهم وبعد ذلك أبناء عمومتهم 

## الأحياء السكنية بالحلوة
- البليعية
- الصفياني
- النجيماني
- الضبيبية
- الغريس
- الحزم
- الحزيمية
- البنياني
- القلعة
- الهيني
- الكريس
- العبيدية
- الهلالية
- النقعة.
- الكليبي [3]

## امراء الحلوة
مؤسس الحلوة و أول امرائها الأمير حمد الملقب(جغيمان) بن علي بن مرشد بن محمد (هميلان) بن سعود بن مانع العنبري التميمي 
و بعده علي بن حمد الملقب (جغيمان) بن علي بن مرشد و بعده راشد بن علي بن حمد (جغيمان) بن علي بن مرشد
- محمد بن شامان بن مرشد
- مشاري بن سلمان بن شامان بن مرشد
- وعلان بن راشد بن سلمان بن مشاري
- ناصر بن عبدالله بن إبراهيم المسلم
- سيف بن مشاري بن محمد المشاري
- محمد بن خريف بن محمد بن زيد بن شامان
- عمر بن علي بن خريف
- رشود بن خريف بن محمد بن زيد بن شامان
- إبراهيم بن محمد بن خريف
- عبد الرحمن بن إبراهيم بن محمد آل خريف
- مشاري بن مرشد بن علي بن مشاري آل مشاري
- علي بن عبد الرحمن بن إبراهيم آل خريف
- سعود بن علي بن عبد الرحمن آل خريف
- فهد بن علي بن عبد الرحمن آل خريف
- إبراهيم بن فهد بن علي آل خريف.[4]

## قضاة الحلوة
- رشيد السردي (1229-1233)
- حمد بن عتيق (1258-1268)
- ناصر بن عيد (1268-1309)
- عبد المحسن بن باز(1309-1334)
- مبارك بن باز (1334-1353)
- عبد الله الوابل (1353-1360)
- عبد العزيز بن عجلان- الفترة الأولى (1360-1369)
- عمر أبابطين (1369-1369)
- عبد العزيز بن عجلان- الفترة الثانية (1369-1376)
- سعد بن عتيق (1376-1384)
- عبد الله بن حسين (1384-1387)
- عبد الرحمن العنقري (1387-1389)
- أحمد الحميدان (1389-1391)
- أحمد الأحيدب (1391-1395)
- عبد الرحمن الشثري (1395-1408)
- عبد العزيز بن حمير (1408-1411)
- راشد بن عسكر (1411-1420)[5]

## أهم الآثار والمعالم التاريخية
من أبرز المعالم في الحلوة:
- نفش المرتمي: الذي يعتبر من أقدم النقوش في المنطقة، وهو عبارة عن كتابات غير عربية نُقشت على أحد صخور شعيب المرتمي في الحلوة بحوطة بني تميم.
- قلعة الإمام تركي بن عبد الله: من أهم المعالم التاريخية في المنطقة، والتي شيدها محمد بن شامان في سنة 1236هـ، وقد لجأ إليها الإمام تركي بن عبدالله بعد هدم الدرعية على ايدي قوات محمد علي باشا.[6]

## وصلات خارجية
- حوطة بني تميم - الرياض.